# محمد ناصر (بازیکن فوتبال)
محمد ناصر (عربی: محمد ناصر؛ زادهٔ ۱۲ مارس ۱۹۸۴) یک بازیکن فوتبال اهل عراق است.
از باشگاه‌هایی که در آن بازی کرده‌است می‌توان به اربیل، باشگاه فوتبال شاهین بوشهر، باشگاه فوتبال برق شیراز، باشگاه فوتبال استقلال اهواز، باشگاه ورزشی الخور، و باشگاه فوتبال نفط الجنوب اشاره کرد.
وی همچنین در تیم ملی فوتبال عراق بازی کرده است.